# Wahlkreis Hoyerswerda
Der Wahlkreis Hoyerswerda (obersorbisch Wólbny wokrjes Wojerecy; Wahlkreis 52) war bis 2014 ein Landtagswahlkreis in Sachsen. Er umfasste zuletzt die Große Kreisstadt Hoyerswerda und die Gemeinden Elsterheide, Lohsa, Spreetal im Landkreis Bautzen. Wahlberechtigt waren bei der letzten Landtagswahl im Jahr 2009 43.897 Einwohner.
Das Gebiet des ehemaligen Wahlkreises gehört seit 2014 zum Wahlkreis Bautzen 4.

## Wahl 2009
| Amtliches Endergebnis der Landtagswahl am 30. August 2009 in Sachsen im Wahlkreis 055 Hoyerswerda (Ergebnisse in Prozent) |

| Direktkandidat  | Partei          | Erststimmen in % | Zweitstimmen in % |
| --------------- | --------------- | ---------------- | ----------------- |
| Frank Hirche    | CDU             | 32,6             | 40,6              |
| Ralph Büchner   | Die Linke       | 26,4             | 27,1              |
| Erfried Manka   | SPD             | 8,7              | 10,9              |
| -               | NPD             | -                | 5,2               |
| André Maak      | FDP             | 7,1              | 4,0               |
| Thomas Stolle   | GRÜNE           | 4,0              | 2,9               |
| -               | Tierschutz      | -                | 1,7               |
| -               | PBC             | -                | 0,1               |
| -               | BüSo            | -                | 0,2               |
| -               | DSU             | -                | 0,1               |
| -               | REP             | -                | 0,3               |
| -               | Freie Sachsen   | -                | 1,6               |
| Wilfried Storch | FP Deutschlands | 1,6              | 0,5               |
| -               | Humanwirtschaft | -                | 0,1               |
| -               | Piraten         | -                | 1,6               |
| -               | SVP             | -                | 0,2               |
| Henry Nitzsche  | Einzelbewerber  | 19,6             | -                 |

## Wahl 2004 (Wahlkreis 55 – Hoyerswerda)
Die vierte Landtagswahl nach der Wende fand am 19. September 2004 statt. Der Wahlkreis Hoyerswerda umfasste weiterhin die Stadt Hoyerswerda und nun zusätzlich die Gemeinden Elsterheide, Lohsa und Spreetal des Landkreises Kamenz. Von den 46.481  Wahlberechtigten gaben 56,7 % ihre Stimme ab. Von den abgegebenen Stimmen waren 2,3 % ungültig. Als Direktkandidat wurde Dietmar Jung (PDS) gewählt. Er erreichte 36,2 % aller gültigen Erststimmen. Dies war das erste Direktmandat für die Partei Die Linke außerhalb der sächsischen Großstädte.:
| Direktkandidat   | Partei          | Erststimmen in % | Zweitstimmen in % |
| ---------------- | --------------- | ---------------- | ----------------- |
| Andrea Fischer   | CDU             | 33,9             | 34,0              |
| Dietmar Jung     | PDS             | 36,2             | 32,2              |
| Maritta Albrecht | SPD             | 11,3             | 10,7              |
| Martin Schmidt   | GRÜNE           | 4,0              | 2,9               |
| -                | NPD             | -                | 9,0               |
| Volker Steuer    | FDP             | 10,2             | 5,6               |
| -                | DSU             | -                | 0,5               |
| -                | PBC             | -                | 0,2               |
| -                | GRAUE           | -                | 1,3               |
| -                | BüSo            | -                | 0,4               |
| -                | AUFBRUCH        | -                | 1,1               |
| -                | DGG             | -                | 0,7               |
| -                | Tierschutz      | -                | 1,5               |
| Wilfried Storch  | FP Deutschlands | 4,3              | -                 |

## Wahl 1999 (Wahlkreis 55 – Hoyerswerda)
Die dritte Landtagswahl nach der Wende fand am 19. September 1999 statt. Der Wahlkreis Hoyerswerda umfasste weiterhin nur die Stadt Hoyerswerda, allerdings waren seit der letzten Landtagswahl die bis dahin selbständigen Gemeinden Schwarzkollm, Zeißig  und Dörgenhausen eingemeindet worden. Von den 44.318  Wahlberechtigten gaben 53,5 % ihre Stimme ab. Von den abgegebenen Stimmen waren 1,4 % ungültig. Als Direktkandidat wurde Wolfgang Schmitz (CDU) gewählt. Er erreichte 42,9 % aller gültigen Erststimmen.
| Direktkandidat      | Partei          | Erststimmen in % | Zweitstimmen in % |
| ------------------- | --------------- | ---------------- | ----------------- |
| Wolfgang Schmitz    | CDU             | 42,9             | 44,7              |
| Heinz Auerswald     | PDS             | 38,2             | 34,1              |
| Maritta Albrecht    | SPD             | 13,7             | 12,3              |
|                     | REP             | -                | 1,4               |
| Roland Gotscha      | GRÜNE           | 2,0              | 1,5               |
|                     | pro DM          | -                | 2,6               |
| Ralf-Sigurd Kellner | F.D.P.          | 1,6              | 1,1               |
|                     | DSU             | -                | 0,3               |
|                     | NPD             | -                | 0,8               |
|                     | PBC             | -                | 0,1               |
|                     | GRAUE           | -                | 0,5               |
|                     | Forum           | -                | 0,2               |
|                     | BüSo            | -                | 0,1               |
|                     | KPD             | -                | 0,1               |
| Wilfried Storch     | FP Deutschlands | 1,6              | 0,2               |

## Wahl 1994 (Wahlkreis 55 – Hoyerswerda)
Die zweite Landtagswahl nach der Wende fand am 11. September 1994 statt. Der Wahlkreis Hoyerswerda umfasste weiterhin nur die Stadt Hoyerswerda, allerdings waren seit der letzten Landtagswahl die bis dahin selbständigen Gemeinden Bröthen und Knappenrode eingemeindet worden. Von den 46.889  Wahlberechtigten gaben 49,5 % ihre Stimme ab. Von den abgegebenen Stimmen waren 0,9 % ungültig. Als Direktkandidat wurde erneut Werner Klinnert (CDU) gewählt. Allerdings erreichte er nur 33,0 % aller gültigen Stimmen und lag damit gerade einmal 0,2 % vor dem Kandidaten der SPD.
| Direktkandidat  | Partei | Erststimmen in % | Zweitstimmen in % |
| --------------- | ------ | ---------------- | ----------------- |
| Werner Klinnert | CDU    | 33,0             | 41,3              |
|                 | SPD    | 32,8             | 23,3              |
|                 | PDS    | 29,8             | 29,8              |
|                 | GRÜNE  | 04,5             | 02,6              |
|                 | F.D.P. | -                | 00,9              |
|                 | REP    | -                | 01,0              |
|                 | DSU    | -                | 0 0,2             |
|                 | Forum  | -                | 0 0,3             |
|                 | SPS    | -                | 00,5              |

## Wahl 1990 (Wahlkreis 25 – Hoyerswerda I)
Die erste Landtagswahl nach der Wiedervereinigung fand am 14. Oktober 1990 statt. Der Wahlkreis Hoyerswerda I umfasste nur die Stadt Hoyerswerda mit dem Gebietsstand vom Oktober 1990. Von den 48. 601 Wahlberechtigten gaben 55,3 % ihre Stimme ab. Von den abgegebenen Stimmen waren 2,6 % ungültig. Als Direktkandidat wurde Werner Klinnert (CDU) gewählt. Er erreichte 38,5 % aller gültigen Stimmen.
| Direktkandidat  | Partei (Kürzel) | Erststimmen (%) | Zweitstimmen (%) |
| --------------- | --------------- | --------------- | ---------------- |
|                 | DA              | -               | 00,5             |
| Werner Klinnert | CDU             | 38,5            | 38,1             |
|                 | Chr. L          | -               | 00,2             |
|                 | DBU             | 00,6            | 00,5             |
|                 | DSU             | 02,7            | 02,1             |
|                 | F.D.P.          | -               | 05,8             |
|                 | LL-PDS          | 22,0            | 19,6             |
|                 | NPD             | -               | 00,4             |
|                 | FORUM           | 06,2            | 05,6             |
|                 | RAP             | -               | 00,2             |
|                 | SHB             | -               | 00,1             |
|                 | SPD             | 29,9            | 26,8             |